# Daniela de los Santos Torres

Daniela de los Santos Torres (Morelia Michoacán, 28 de febrero de 1983) es una política mexicana, miembro del Partido Revolucionario Institucional, quien ha participado como sindico municipal de la capital michoacana, diputada local por mayoría relativa por el distrito XVII Morelia sureste, diputada federal por mayoría relativa por el distrito X Morelia Este, candidata a presidenta municipal en 2018 y diputada local por representación proporcional en la 75 legislatura del H. Congreso del Estado de Michoacán. 

## Educación
Sus estudios universitarios los concluyó en Instituto Tecnológico y de Estudios Superiores de Monterrey campus Morelia donde en el 2008 obtuvo el título de Licenciada en Administración de empresas.
Obtuvo la Maestría en Gestión Pública en el año 2014 por el Instituto Tecnológico y de Estudios Superiores de Monterrey.

## Carrera política
A sus 24 años de edad fue elegida la primera mujer síndico de Morelia y a la fecha ha ganado dos elecciones constitucionales para diputada, una local y una federal; todo de manera consecutiva.
En la función legislativa destaca su trabajo en materia de protección a la niñez que vive en desamparo familiar, simplificación de trámites burocráticos, transparencia de servidores públicos y reducción de recursos a los partidos políticos.
En este rubro sobresale la ley en materia de adopción vigente en Michoacán.

### H. Ayuntamiento de Morelia, Michoacán
Síndico Municipal. 2008-2011
- Presidenta de la Comisión de Hacienda, Financiamiento y Cuenta Pública.
- Presidenta de la Comisión de Planeación y Programación.
- Vicepresidenta del Comité de Adquisiciones y Obra Pública.
- Presidenta del Consejo Consultivo de Sitios Culturales.
- Miembro de la Comisión de Desarrollo Urbano y de la Comisión de Ecología.
- Vicepresidenta de la Junta de Gobierno del Instituto de la Mujer Moreliana.
- Vicepresidenta de la Asociación Estatal de Síndicos Municipales.
- Primera mujer a cargo de la Sindicatura Municipal de Morelia.

### Congreso del Estado de Michoacán
Diputada local – Coalición PRI-PVEM - Distrito XVII Morelia Sureste.2012 - 2015
- Presidenta de la Comisión de Desarrollo Urbano, Obra Pública y Vivienda.
- Integrante de la Comisión de Equidad de Género.
- Integrante de la Comisión de Ciencia y Tecnología.
- Vice coordinadora del Grupo Parlamentario del Partido Revolucionario Institucional.
- Segunda Secretaria de la Mesa Directiva durante el Segundo Año Legislativo.

### Congreso de la Unión – Cámara de Diputados
Diputada federal - Coalición PRI-PVEM – Distrito X Morelia Oriente.2015
- Vicepresidenta de la Mesa Directiva de la Cámara de Diputados durante el Primer Año Legislativo.
- Secretaria de la Comisión de Transparencia y Anticorrupción.
- Integrante de la Comisión de los Derechos de la Niñez.
- Integrante de la Comisión de Puntos Constitucionales.
- Integrante del Grupo de Amistad México - Libia.
- Integrante del Grupo de Amistad México - Rumanía.

Fuentes:
- http://sitl.diputados.gob.mx/LXIII_leg/curricula.php?dipt=175 Archivado el 28 de agosto de 2018 en Wayback Machine.
- https://web.archive.org/web/20180214202907/https://www.danieladelossantos.com/conoceme
- http://sil.gobernacion.gob.mx/Librerias/pp_PerfilLegislador.php?Referencia=9219608
- https://laextra.mx/presenta-daniela-de-los-santos-iniciativa-de-ley-general-de-adopcion/
- http://www.partidoverde.org.mx/2017/press-diputados/131-pages/camaras/15913-dip-daniela-de-los-santos-torres